# ハゼム・アリ

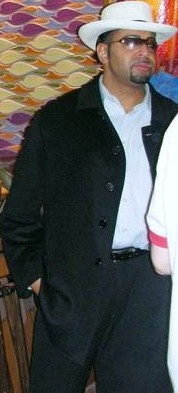
ハゼム・アリ

ハゼム・アリ（Hazem Ali、1978年12月20日 - ）は、アメリカ合衆国のプロレスラー、マネージャー。フロリダ州マイアミ出身のパレスチナ系アメリカ人。アルマンド・エストラーダ（Armando Estrada）のリングネームで知られる。

## 来歴
2004年にWWEと契約し、下部組織OVWにて、アラブ系の「オサマ」、キューバとパレスチナ人のハーフ「ウサマ・ロドリゲス・アレサンドロ」などのリングネームで活動していた。プロレスラーでもあるが、インタビュアー、レスラーのマネージャー業が主である。
2006年4月、キューバのビジネスマンというギミックで、アルマンド・アレサンドロ・エストラーダの名前で、ウマガのマネージャーとしてWWE・RAWに登場。言葉が喋れないという設定のウマガの代わりに、マイクを握って自己紹介などをしていた。
2007年に入ってから出番が減っていたが、8月14日にビンス・マクマホンの命を受け、ECWのジェネラルマネージャーに就任した。2008年の6月にアングル上の心臓発作で退いていたセオドア・ロングが復帰しGMの職を奪われる。以降レスラーとして活動していたが11月に解雇される。
その後はインディ団体で活動していたが、12月5日にGreat Lake Championship Wrestlingでケン・アンダーソンとの試合をもって引退した。WWE時代のパートナーであったウマガの急死はその前日のことだった。

## 取得タイトル
- キューバヘビー級王座：1回